# 剑桥公爵柱
剑桥公爵柱（Sloup vévodů z Cambridge）是一根19世纪的花岗岩石柱，为了纪念以前的水疗客人而建造，位于捷克卡罗维发利的斯卡利尼科夫花园（Skalníkovy sady），磨坊柱廊后面的“伯纳德岩石”（Bernardově skále）顶部，砖砌的圆形露台上。平台边缘确保了访客的安全。
剑桥公爵柱立于1834年，作者未知。托斯卡納柱式，有頂板。柱子的正面有一块黑色椭圆形装饰镜板，上面书写镀金字体：“献给剑桥公爵和公爵夫人”（Gewidnet Dem Herzog uns der Herzogin von Cambridge MDCCCXXXIV）。